# Polysomnografie
Polysomnografie (PSG) is een slaaponderzoek waarbij verschillende fysiologische parameters tijdens de slaap van de patiënt opgenomen worden. Het resultaat wordt een polysomnogram genoemd. De naam is afgeleid van het Griekse woord πολύς (polus, "vele"), het Latijnse woord somnus ("slaap") en het Griekse woord γράφειν (graphein, "schrijven").
Deze test die meestal gedurende de nacht in een ziekenhuis of thuis uitgevoerd wordt, is de standaardtest voor de diagnose van het obstructieveslaapapneusyndroom (OSAS). Ook de evaluatie van de ernst en frequentie van de slaapapneus en de aanwezigheid van andere slaapaandoeningen kan vastgesteld worden. Meestal is de test gedurende één nacht voldoende om tot een adequate diagnose te komen maar in bepaalde gevallen bestaat er een variabiliteit van nacht tot nacht en kan de abnormale slaapomgeving in het hospitaal de slaap van de onderzochte patiënt negatief beïnvloeden.

## Biofysiologische parameters
De beoordeling van de verschillende slaapstadia wordt voornamelijk gedaan door 3 technieken: elektro-encefalografie (EEG), elektro-oculografie (EOG) en elektromyografie (EMG).
- EEG: Een beperkt aantal elektroden wordt op de schedel geplaatst (met referentie-elektrode aan het oor) om elektrische potentiaalverschillen te meten veroorzaakt door de hersengolven. Hierdoor kan onder meer bepaald worden wanneer de patiënt effectief in slaap valt (slaaplatentie) en wanneer er onregelmatigheden in de werking van de hersenen optreden (bv. arousal). Bij een vermoeden van epilepsie kan geopteerd worden voor extra EEG-afleidingen aan te brengen (10-20-systeem) om tot gedetailleerdere resultaten te komen.
- EOG: Door het plaatsen van twee elektroden rond het oog kunnen zowel horizontale als verticale oogbewegingen gedetecteerd worden. Dit is relevant voor het vaststellen van de remslaap en de tragere oogbewegingen die meestal aanwezig zijn bij het in slaap vallen.
- EMG: een elektromyogram meet de aanwezige spierspanning. Typisch meet een elektrode op de kin het optreden (of ontbreken) van vergaande spierontspanning die samengaat met het optreden van de remslaap. Ook wordt vaak op de onderbenen op de musculus tibialis anterior een EMG-elektrode aangebracht om de nachtelijke bewegingen van de onderste ledematen te beoordelen. Dit kan nuttig zijn in de mogelijke diagnose van onder meer het rustelozebenensyndroom. Om nachtelijk tandenknarsen aan te tonen kan tevens een EMG-elektrode op de musculus masseter geplaatst worden.

De beoordeling van de ademhaling van de patiënt die het onderzoek ondergaat kan door de volgende methodes opgevolgd worden.
- Twee kanalen meten de luchtstroom bij de patiënt gedurende het onderzoek. Een thermistor ter hoogte van de neus of de mond kan de aanwezigheid of afwezigheid van luchtstroom detecteren door de temperatuurveranderingen van het in en uitademen. Dit is de voornaamste manier om een ademhalingsstilstand of apneu te detecteren. De nasaledruktransducer is een nauwkeurigere methode die eveneens een gedeeltelijke belemmering van de luchtstroom aantoont zoals het geval is bij een hypopneu.
- Verder wordt er een rekband rond de borstkas en de buik geplaatst die de ademhalingsbeweging van zowel de borstkas als de buik kunnen registreren. Deze info kan bruikbaar zijn in het onderscheid te maken tussen obstructieve en centrale apneus.
- Een pulsoxymeter wordt bevestigd aan een van de vingers om de zuurstof saturatie en de polsslag gedurende het onderzoek te meten.
- In sommige gevallen wordt ook een capnografie onderzoek gedaan, waarbij het koolzuurgehalte wordt gemeten.

Om mogelijke onderliggende cardiovasculaire problemen te ontdekken worden ook enkele ECG elektroden bevestigd tijdens het slaaponderzoek.
Ten slotte zal een microfoon en een decibelmeter de ernst van het snurken beoordelen. Ook zal er gedurende heel de nacht een camera de patiënt tijdens zijn slaap filmen.